# 20772 Brittajones
20772 Brittajones este un asteroid din centura principală de asteroizi.

## Descriere
20772 Brittajones este un asteroid din centura principală de asteroizi. A fost descoperit pe 31 august 2000 la Socorro, New Mexico, în cadrul proiectului LINEAR. Asteroidul prezintă o orbită caracterizată de o semiaxă mare de 2,53 ua, o excentricitate de 0,06 și o înclinație de 10,0° în raport cu ecliptica.